# Acrinathrine
L'acrinathrine  est une substance active de produit phytosanitaire (ou produit phytopharmaceutique, ou pesticide), qui présente un effet insecticide, et qui appartient à la famille chimique des norpyréthrates.

## Réglementation
Sur le plan de la réglementation des produits phytopharmaceutiques :
- pour l’Union européenne : cette substance active est en révision en vue de l’inscription à l’annexe I de la directive 91/414/CEE.
- pour la France : cette substance active est autorisée dans la composition de préparations bénéficiant d’une autorisation de mise sur le marché.

## Caractéristiques physico-chimiques
Les caractéristiques physico-chimiques dont l'ordre de grandeur est indiqué ci-après, influencent les risques de transfert de cette substance active vers les eaux, et le risque de pollution des eaux :
- Hydrolyse à pH 7 : stable,
- Solubilité : 0,02 mg·l-1,
- Coefficient de partage carbone organique-eau (Koc) : 73 960 cm3·g-1. Ce paramètre, noté Koc, représente le potentiel de rétention de cette substance active sur la matière organique du sol. La mobilité de la matière active est réduite par son absorption sur les particules du sol.

## Écotoxicologie
Sur le plan de l’écotoxicologie, les Dose létale 50 (DL50) dont l'ordre de grandeur est indiqué ci-après, sont observées :
- DL50 sur poissons : 0,026 mg·l-1,
- DL50 sur daphnies : 0,32 mg·l-1,
- DL50 sur algues : 1 500 mg·l-1.